# ПТРК «Пірат»
Легкий протитанковий ракетний комплекс «Пірат» (пол. Pirat) є результатом співпраці між українським підприємством «ДержККБ «ЛУЧ» та польською компанією Mesko.
Комплекс може використовуватися з переносної пускової установки, так і встановленої на різні платформи.
До складу прицільного комплексу переносної пускової установки ПТРК входять денний і цілодобовий тепловізійний приціл, лазерний цільовий покажчик, електронний компас і приймач GPS. Час польоту ракети – 12 секунд. Бойова частина гарантує пробиття на рівні 550 мм RHA, прикритої ERA.

## Характеристики
Ракета може бути обладнана бойовими частинами трьох типів – кумулятивною, термобаричною та осколково-фугасною.
- Максимальна дальність стрільби: 2500 м.
- Діаметр ракети: 107 мм
- Довжина транспортно-пускового контейнера (ТПК): 1180 мм
- Маса спорядженого ТПК з ракетою: 15 кг.
- Маса ракети: 10 кг

## Особливості
Польська ракета на відміну від серійних українських протитанкових ракет комплексів «Корсар» та «Стугна», наводиться на ціль за допомогою лазерного підсвічування, промінь якого формує на цілі точку, у яку має влучити ракета. Пристрій лазерного підсвічування можна встановити як на самій пусковій, так і окремо.

## Випробування
У грудня 2021 року відбулися перші стрільби протитанковою керованою ракетою комплексу Pirat, який був інтегрований у дистанційно керований бойовий модуль встановлений на безпілотну наземну платформу Perun.
Пуск здійснювався з лазерним підсвічуванням від системи CLU-P, розташованої приблизно в 100 м від безпілотної машини. Ракета Pirate уразила ціль, розташовану на відстані близько 1000 м.